# 복선 (철도)

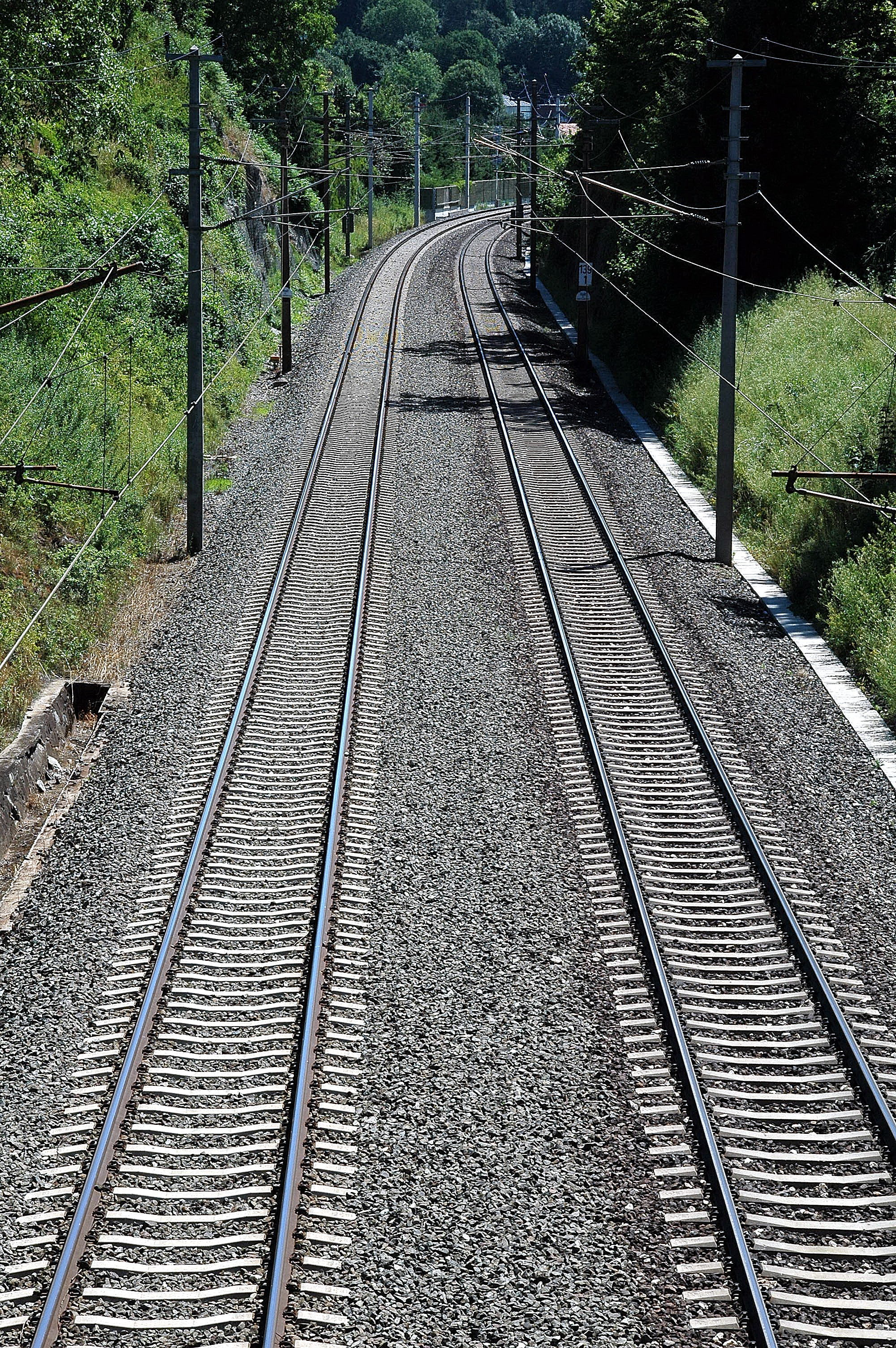
복선 전철

복선(複線)은 선로를 두 가닥 이상 놓아 양방향으로 열차가 동시에 지나서 다닐 수 있도록 한 것을 말한다.

## 개요
복선은 단선에 비해 선로 용량이 크므로 같은 시간에 더 많은 열차를 운행할 수 있다는 장점이 있다. 또한 단선은 열차가 다른 방향으로 동시에 지나다닐 수 없기 때문에 따로 설비와 그에 따른 조치가 필요하지만 복선 철도에서는 이러한 조치가 필요하지 않다. 초기 철도에서는 주로 철도관리자가 제어를 하였는데, 이는 통신이 발달하지 못 하였기 때문에 제어장치로 열차를 교행시키기가 어려웠기 때문이다.
그러나 복선은 건설비가 단선에 비해 비싸고 단선보다 넓은 용지를 사용하기 때문에, 통행량이 적을 경우나 용지 확보가 곤란한 경우, 건설비를 절약하기 위한 경우에는 단선 철도가 부설된다. 또한, 복선으로도 처리하지 못할 경우 추가의 복선을 더 설치하여 복복선으로 하기도 한다. 이때 모두 묶어 넓은 의미의 "복선"으로 쓰이기도 한다.

## 운영

### 통행 방향
일반적으로 철도 교통은 진행 방향에 따라 복선의 한쪽 선로만을 사용한다. 대부분의 국가에서는 도로와 같은 방향을 사용하나, 프랑스, 타이완, 또는 대한민국 등 일부 국가에서는 일치하지 않는 경우도 있다. 통행 방향이 다른 두 철도가 직결 운행할 경우는 입체 교차 설비 등을 하여 상·하행선의 위치를 바꾼다.
대한민국의 경우, 철도건설법에 의해 건설된 철도와 도시철도법에 의해 건설된 도시 철도의 통행 방향이 다르기 때문에 혼란을 빚기도 한다. 이를테면, 서울 지하철 4호선과 과천선의 통행 방향이 반대이므로 남태령-선바위 구간에서 지하 입체 교차를 하고 있다.

### 단선병렬
복선의 경우, 좌측통행 혹은 우측통행 등과 같이 각각의 선로 별로 진행방향을 지정하여 운영하는 경우가 많으나, 일부 선로의 경우 복선임에도 불구하고 각각의 선로를 양 방향으로 운영할 수 있도록 신호와 보안장치를 설치하는 경우가 있다. 이를 단선병렬 또는 쌍단선이라고 한다.
단선병렬은 다시, 복선으로 방향별 운전을 전제하되 필요시의 단선 운전도 가능한 쌍단선 혹은 양방향운전과, 단순히 단선 선로 둘을 병행시키는 단선 병설로 구분할 수 있다.
쌍단선은 타이완의 타이완 고속철도와 프랑스의 TGV, 독일의 ICE 시스템을 채용한 고속철도에서 볼 수 있다. 이는 단순히 특정 역 사이를 운행하는 것뿐만 아니라, 수십km 간격으로 건널선을 설치하여 선로의 일부만을 필요에 따라 단선으로 사용하는 것이 가능하다. 대한민국의 경우 경부고속선이 이 시스템을 취하고 있으나 실제로는 일반 복선처럼 운영한다. 인천국제공항의 셔틀트레인이 더욱 단선병렬에 가깝다.
단선 병설의 경우, 대개 열차 운행 빈도나 운행 사정상 역과 역 사이의 본선에 도중분기를 두는 데 무리가 있거나, 신호소를 두는 것으로 교통 처리를 도저히 할 수 없는 경우에 단선을 하나 더 건설하여 각 선로로부터 오는 열차를 받아 처리하기 위해 사용한다.

### 복선의 단선 운전
철도는 필요에 따라서 선로를 차단하고 공사를 실시하거나, 또는 차량의 고장, 탈선, 선로의 손상으로 인해서 복선을 사용하지 못하고, 한 선로 만으로 단선 운행을 해야만 하는 경우가 발생한다. 이 경우 선로 자체는 주행할 수 있지만, 신호나 보안장치가 정상적으로 동작하기 않기 때문에 열차의 안전을 담보할 수 없게 된다. 따라서 이런 경우에는 이른바 대용패색법 혹은 폐색준용법을 사용하여 열차를 운행시킨다.

## 같이 보기
- 단선
- 복복선